# 齊藤宗男
齊藤宗男（1966年2月15日—），日本男性漫畫家。

## 來歷、人物
齊藤早年以短篇「克己·」入圍第13回新人漫畫大獎。從此之後，他的作品大多在小學館連載，代表作有《灌王喬丹》、《加油！躲避球戰士》。
出道以來，齊藤不只從事職業漫畫家的工作。還負責過遊戲公司任天堂遊戲改編動畫《神奇寶貝 金·銀》以後的電視動畫、電影動畫作品的人物設定。
齊藤的名字曾被出版社記成「齋藤宗男（斎藤むねお）」，現在已經修正。於單行本上架期間，齊藤有在後記表示，他與遊戲總監杉森建是從以前就認識的老友，並表示自己曾為《神奇寶貝》系列繪製官方插圖。
齊藤本身也是麥金塔的愛好者，而他的個人網站是在麥金塔進行管理。

## 作品列表
連載漫畫
- 人類聯盟（原作：野澤尚，《週刊少年Sunday超（日语：週刊少年サンデーS）》連載，小學館，全2冊）
- 灌王喬丹（《週刊少年Sunday》連載，小學館，全11冊）。台灣中文版曾經由大然文化代理，目前無其他出版社繼承代理。
- 獸戰士Gulkeeva（日语：獣戦士ガルキーバ）（原作：矢立肇，《週刊少年Sunday超》，小學館，全2冊）
- 感動王列傳！（負責第3冊，取材、構成：根岸康雄，《週刊少年Sunday》連載，小學館）
- 走！RUN（るん）♪（《月刊少年Champion（日语：月刊少年チャンピオン）》連載，秋田書店，全2冊）
- 神奇寶貝 金&銀 Golden Boys（《快樂快樂月刊》連載，小學館，全3冊）
- 加油！躲避球戰士（日语：がんばれ!ドッジファイターズ）（原作：村上，《小學三年生（日语：小学館の学年別学習雑誌）》、《小學四年生（日语：小学館の学年別学習雑誌）》、《小學五年生（日语：小学館の学年別学習雑誌）》、《小學六年生（日语：小学館の学年別学習雑誌）》連載，小學館，全10冊）

共著
- 日本史偵探柯南1 繩文時代（2017年12月，小學館，原作：青山剛昌，與山岸榮一共著）
- 日本史偵探柯南8 戰國時代（2017年12月，小學館，原作：青山剛昌，與狛江和生共著）
- 日本史偵探柯南12 昭和時代（2018年3月，小學館，原作：青山剛昌，與山岸榮一共著）
- 日本史偵探柯南 外傳（Another） 將棋篇（2018年10月，小學館，原作：青山剛昌，與山岸榮一共著）

單行本未收錄作品
- 百鬼夜行（《少年Sunday Special增刊號（日语：週刊少年サンデーS）》刊載，小學館）
- 百鬼夜行物語 （《少年Sunday Special增刊號》刊載，小學館）

## 逸事
- 曾有擔任中津賢也和上條淳士（日语：上條淳士）助手的經驗。
- 曾在上面作品列表的連載作品內的附加單元「Muneo新聞」以名叫「Muneo」的形象角色出場。
- 遊戲《神奇寶貝》系列登場的訓練家「泳褲小伙子的宗男」就是以齊藤他為原型所設定，關於這一點齊藤也曾經在《神奇寶貝 金·銀》的衍生漫畫《神奇寶貝 金·銀 Golden Boys》中公開表示。

## 外部連結
- （日語）－齊藤宗男的官方個人網站（2007年3月12日的檔案館）
- 齊藤宗男的X（前Twitter） （日語）